# Fudzsi
A Fudzsi (japánul: 富士, nyugaton: Fuji), vagy Japánban sokkal általánosabban használt nevén Fudzsiszan (japánul: 富士山) Japán legmagasabb hegye, az ország egyik jelképe, ezért gyakran előfordul a művészetben. Külföldön hibás olvasat miatt a Fudzsijama névalak is elterjedt a Fudzsiszan helyett, Japánban azonban ez egyáltalán nem használatos, legfeljebb régi irodalmi szövegekben fordul elő, de akkor is Fudzsi no jama formában.
2013-ban az UNESCO a kulturális világörökség részévé nyilvánította.

## Fekvése
A Honsú sziget csendes-óceáni partján fekszik, Tokiótól 100 km-re délnyugatra. A Fudzsi hegy körül öt tó helyezkedik el: Kavagucsi-tó, Jamanaka-tó, Szai-tó, Motoszu-tó és Sodzsi-tó. A hegy a Fudzsi–Hakone–Izu Nemzeti Park része.

## Geológia
A Fudzsi-hegy kialakulásában a vulkáni tevékenység négy különálló szakaszát azonosították. Az első szakasz, Szen-komitake, egy andezit-magból áll, amelyet nemrég tártak fel a hegy mélyében. Utána következett a Komitake Fudzsi, egy bazalt-réteg, amelyről feltételezik a tudósok, hogy több százezer évvel ezelőtt jött létre. Körülbelül 100 000 évvel ezelőtt alakult ki a "Régi Fudzsi", a Komitake Fudzsi tetején. Az "Új Fudzsi" kora kb. 10 000 évre tehető.  Archiválva 2004. augusztus 3-i dátummal a Wayback Machine-ben
Utolsó kitörésére 1707-ben, az Edo-korszakban került sor.

## A név eredete
A Fudzsi név eredete tisztázatlan. Az egyik magyarázat szerint a Fudzsi az 不二 összetételből ered(nem + kettő), ami páratlant jelent. A másik magyarázat szerint az eredete 不尽 (nem + vég), vagyis végnélküli.
A legnépszerűbb népi etimológia szerint a hegy neve harcosokban bővelkedőt jelent, amelyet a 富士 (bőséges vagy gazdag + harcos) kínai írásjegyek jelölnek.
Mások ezt mondják: A nevét a tűzistennőről kapta, s a japánok számára évezredek óta a tökéletes szépséget testesíti meg.

## Története
Úgy gondolják, hogy először egy névtelen szerzetes mászta meg 663-ban. Mivel ősidők óta szent hegynek számít, a Fudzsi-hegy környéke tiltott terület volt a nők számára egészen a Meidzsi-korig. A Fudzsi-hegy gyakori téma a japán művészetben. A leghíresebb Hokuszai mesterműve, a Fudzsi-hegy 36 képe. A japán irodalomban is korszaktól függetlenül gyakran említik, sok versnek is ez a témája. A Fudzsi-hegynek harci hagyományai is vannak: a régi szamurájok a hegy lábánál, közel a jelenlegi Gotemba városhoz edzettek.

## A Fudzsi megmászása

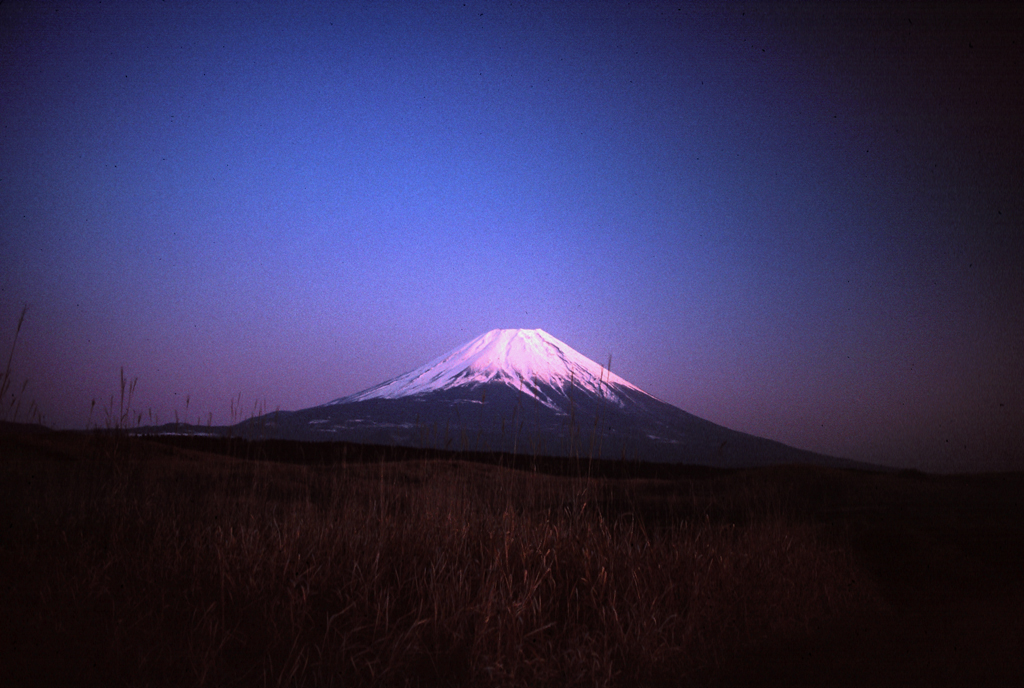
A Fudzsi napnyugta után

A tokiói Sindzsuku negyed felhőkarcolói mögött

A hegyet szinte állandóan felhők borítják, de a hegyről tiszta időben akár 150 km-re is el lehet látni.
A hegyre felfelé is, lefelé is négy különböző útvonal alakult ki. Az egyes utak tíz állomásra oszlanak, melyek között a távolság nem egyenlő. Az első ötig kövezett út vezet; az út nehezebb része az ötödik állomás után következik, de legtöbben csak itt kapcsolódnak be a mászásba. Ez a tengerszint felett 2400 méter körül van (maga a hegy 3776 méter magas). Tokióból indulva a legnépszerűbb és legkevésbé meredek a Kavagucsiko-Josidagucsi útvonal.
A hegymászás legkedveltebb időszaka július 1. és augusztus 31. között van. A szezonon kívül nem ajánlatos megkezdeni a hegymászást, több okból: alacsony hőmérséklet, rendkívül erős szél, mentési szolgálat hiánya. A tömeg elkerülése érdekében a mászásra ajánlott időszak július első két hetének munkanapjai (július 20-a előtt, mivel ekkor kezdődik a japán iskolai szünet).
A mászás nem igényel sem hegymászó felszerelést, sem előzetes tapasztalatot. Nagymamától az unokáig sokan megteszik ezt a - japánok számára - szent zarándoklatot a Fudzsi csúcsáig, azonban a csúcs eléréséhez jó állóképesség és lábbeli szükséges. Könnyű esőkabátra nagy valószínűséggel szükség lesz a gyakran szitáló eső miatt, továbbá ivóvízre és kalapra. Éjszakai mászáskor fel kell készülni rá, hogy a hőmérséklet még augusztusban is 6 °C-ra süllyedhet.

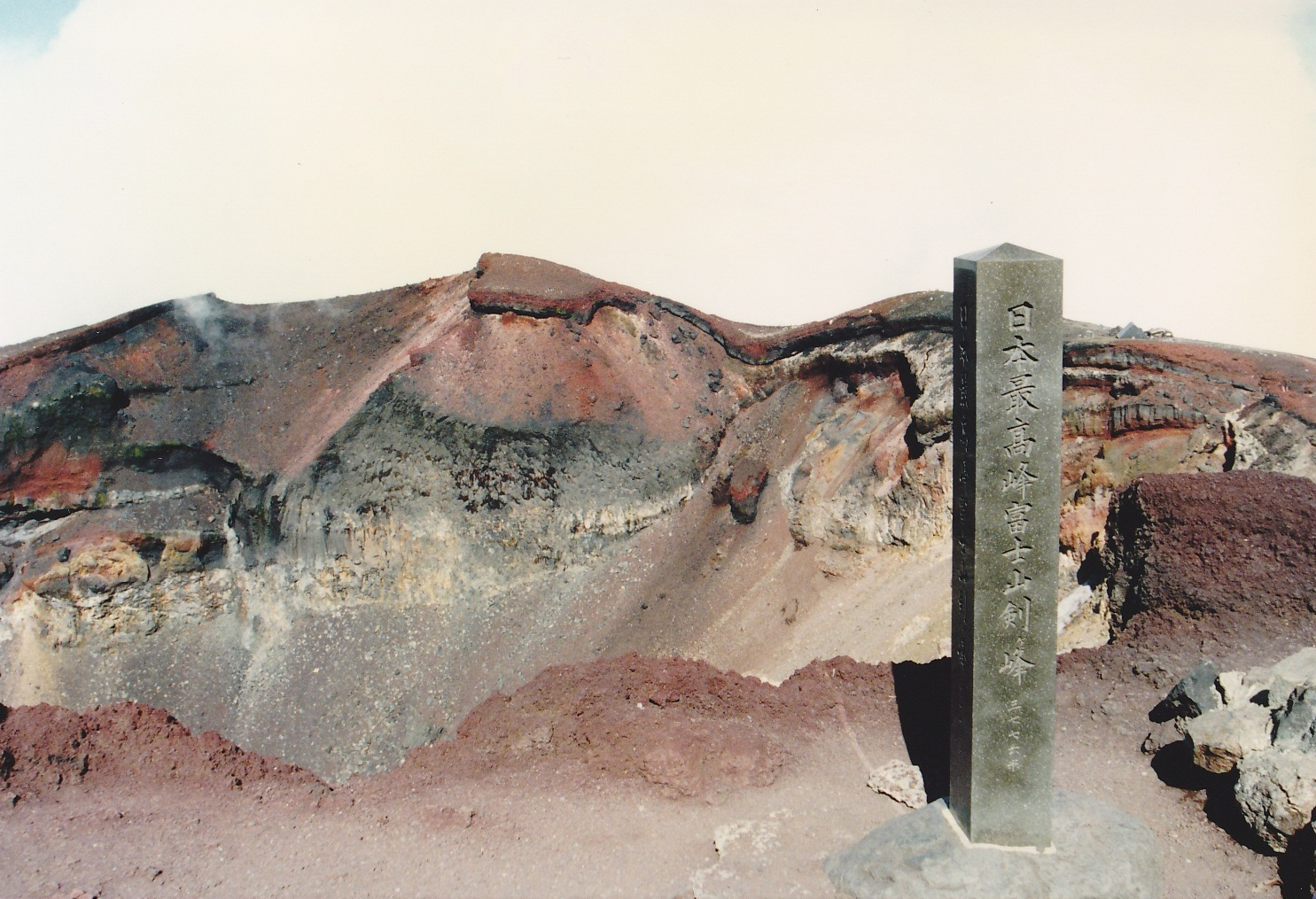
A Fudzsi legmagasabb pontja a kráter szélén

A szokásos folyamat a csúcs megmászására és vissza
- a reggeli busszal való indulás a hegyig
- a mászás megkezdése kora délután, az út felfelé 3-7 órát tart
- az éjszaka eltöltése a csúcs közelében
- korai felkelés és a csúcs elérése, napfelkelte a csúcson (04:30 körül)
- a csúcs, illetve a kráter körül van egy kb. 1 órás körséta
- az ereszkedés megkezdése lefelé, az út lefelé 2-5 órát tart
- az ötödik állomás elérése dél körül

Mintegy 16 menedékház található a Kavagucsiko útvonalon ebben a magasságban (illetve fölötte), amik csak a wc lehetőséget biztosítják, az alváshoz lapos matracot adnak. Némely menedékházban akár 500-an is elférnek egyszerre, ennek ellenére előzetes helyfoglalás szükséges, ha itt akarjuk tölteni az éjszakát. Az ár csak a szállást tartalmazza, de külön díjazásért egyszerű étkezést is kaphatunk.
Az utóbbi néhány évtizedben (az 1980-as évek óta) kialakult egy rövidített zarándoklat is. Ennek során az ötödik állomáshoz este érkeznek, majd az éjszaka folyamán másszák meg a hegyet (ehhez saját lámpa is szükséges). A napfelkelte megtekintése után a mászók megkezdik a leereszkedést. Ilyen módon nem kell az éjszakát egy kalyibában tölteni egy csomó idegennel.
A Fudzsi megmászása egyedülálló élmény. Egy japán mondás szerint:
 Mindenkinek meg kell másznia a Fudzsit egyszer életében, de csak a bolond mássza meg kétszer.
Évente kb. 600 000 ember mássza meg a Fudzsi-hegyet, ennek 30%-a külföldi. A hegymászók növekedő száma a szemét mennyiségének növekedésével járt, de ez nem csökkentette a hegy népszerűségét.

## Aokigahara
Aokigahara a hegy lábánál fekvő erdő, amelyhez sok legenda kapcsolódik. Az egyik szerint a hegy sziklái nagy mennyiségű vasat tartalmaznak, ezért az iránytűk itt nem működnek. Ez a legenda teljesen hamis. A japán önvédelmi erők és az amerikai hadsereg rendszeresen tartanak katonai gyakorlatokat az erdőben, és közben ellenőrizték, hogy az iránytűk rendesen működnek. A vasérc által gerjesztett mágneses mező túl gyenge, semhogy zavarná az iránytű vagy az elektronikus berendezések működését. Az erdőben talált barlangok sziklából és jégből vannak, még akkor is, ha a felszínen nyár van. A legenda szerint az erdőt szörnyek, szellemek és manók lakják. Az Aokigahara Dzsukai (a fák tengere), az öngyilkosságok zónája. Az 1950-es évek óta több mint 500 holttestet találtak itt, annak ellenére, hogy a hatóságok az öngyilkosságot tiltó táblákat helyeztek ki.

## Érdekességek
- Az Atari és Infiniti logója a Fudzsi-hegy stilizált képe.
- Az Új-Zélandon fekvő Mount Egmont bizonyos szögből nézve annyira hasonlít a Fudzsihoz, hogy egyes filmekben is ezt használják, például Az utolsó szamurájban.